# Oskar-Hubert Dennhardt
Oskar-Hubert Dennhardt (* 30. Juni 1915 in Markranstädt; † 19. Juni 2014) war Major der Wehrmacht, Abgeordneter der CDU im Kieler Landtag und Brigadegeneral in der Bundeswehr.

## Leben
Dennhardt wurde als Sohn eines Lehrers im sächsischen Markranstädt geboren später wurde sein Vater Offizier. Dies führte zu vielen Umzügen durch Standortwechsel, so dass er Schulen in Hameln, Osterwald, Bitterfeld und Gardelegen besucht. Nach dem Abitur auf dem Reform-Realgymnasium trat er am 28. Mai 1934 als Fahnenjunker der Reichswehr und späteren Wehrmacht bei. 1936 wird er Leutnant, 1939 Oberleutnant der Infanterie. Er ist am Überfall auf Polen und die Sowjetunion beteiligt. Im Zweiten Weltkrieg wurde er mehrfach verwundet und verbrachte während mehrerer Aufenthalte insgesamt etwa ein Jahr und neun Monate im Lazarett, wo er auch das Kriegsende erlebte. Am 12. Februar 1943 erhielt er das Deutsche Kreuz in Gold und am 17. März 1944 das Ritterkreuz des Eisernen Kreuzes. Auf eine, in der Literatur häufig behauptete, Verleihung des Eichenlaubs zum Ritterkreuz oder etwaige Verleihungsgründe gibt es keinerlei Hinweise. Die Verleihungsnummer „870. EL“ und das angebliche Verleihungsdatum 9. Mai 1945 wurden von der „Ordensgemeinschaft der Ritterkreuzträger“ (OdR) vergeben, deren Mitglied Dennhardt war. Danker und Lehmann-Himmel charakterisieren ihn in ihrer Studie über das Verhalten und die Einstellungen der Schleswig-Holsteinischen Landtagsabgeordneten und Regierungsmitglieder der Nachkriegszeit in der NS-Zeit als „systemtragend / karrieristisch“ und stufen ihn als „höheren Wehrmachtsakteur“ ein. Dennhardt war zeitweise Mitglied der SS (SS-Nummer 140.902), wobei das Beitritts- und Austrittsdatum unbekannt sind.
Nach der Kapitulation diente Dennhardt kurzzeitig im Stab des XXVII. Armeekorps in Flensburg. Zum Zeitpunkt seiner Entlassung aus der Wehrmacht am 12. Januar 1946 durch den Kommandeur der britischen 8. Infanteriedivision hatte Dennhardt den Rang eines Majors inne. Er engagierte sich in verschiedenen Soldatenverbänden und in der CDU. 1948 war er Gründungsmitglied des CDU-Kreisverbandes Stormarn und kurzzeitig dessen Kreisgeschäftsführer. Von 1950 bis 1954 war er Abgeordneter im Schleswig-Holsteinischen Landtag und zwischen 1951 und 1955 Geschäftsführer des Landesverbandes der CDU Schleswig-Holstein. Gemeinsam mit Generalleutnant a. D. Rudolf Melzer und Generaloberst a. D. Hans-Jürgen Stumpff bildete er die mit der Landes-CDU eng verflochtene Verbandsführung des Bundes versorgungsberechtigter Wehrmachtsangehöriger (BvW), der später im Verband deutscher Soldaten (VdS) aufging.
Dennhardt wirkte im Ausschuss für Arbeit, im Ausschuss für Verfassung und Geschäftsordnung, im Ausschuss für Jugendfragen, im Ausschuss für Gesundheitswesen sowie im Verkehrsausschuss mit und war Mitglied der 2. Bundesversammlung, die am 17. Juli 1954 Theodor Heuss als Bundespräsidenten wiederwählte.
Im September 1950 wurde Dennhardt vom Kabinett Bartram in das Amt des „Sonderbeauftragten für die Entnazifizierung“ des Landes Schleswig-Holstein berufen, von dem er 1952 im Zusammenhang mit der Affäre um die Pension von Hinrich Lohse zurücktrat. Unter seiner Ägide wurde Franz Schlegelberger, der 1947 im Nürnberger Juristenprozess wegen Verbrechen gegen die Menschlichkeit zu lebenslänglicher Haft verurteilt, doch schon im Januar 1951 als haftunfähig entlassen wurde, in die Kategorie V (Entlastete) eingereiht, ebenso Hinrich Lohse und Wilhelm Hamkens. Der Witwe Reinhard Heydrichs, Lina Heydrich, versuchte Dennhardt zu einer Villa in Burg Tiefe auf Fehmarn zu verhelfen, die zum Erbe ihres Mannes gehörte und daher der Vermögenssperre unterlag.
Bereits am 24. November 1950 setzten die Koalition aus CDU, FDP und DP, die sich für die Wahl zum „Deutschen Wahlblock“ zusammengeschlossen hatten, und der BHE die Entnazifizierung aus. Am 17. März 1951 beschlossen sie ein in der Bundesrepublik einmaliges Gesetz zur Beendigung der Entnazifizierung, durch das alle bislang den Kategorien III (Belastet) und IV (Mitläufer) zugeordneten Personen pauschal mit denen der Kategorie V (Entlastet) gleichgestellt wurden. Da von den insgesamt 406.317 überprüften Personen keine den Kategorien I (Hauptschuldige) und II (Schuldige) zugeordnet wurden, war Schleswig-Holstein de jure entnazifiziert. Durch diese Regelung erhielten beinahe alle aufgrund der vormaligen Einstufung aus dem öffentlichen Dienst Entfernten das Recht auf Wiedereinstellung und Beseitigung aller Gehalts- und Pensionskürzungen. Darüber hinaus bestimmte § 15 des Gesetzes, dass weder Behörden noch Privatpersonen Einsicht in die Entnazifizierungs-Verfahrensakten gewährt oder Auskunft daraus erteilt werden dürfe und erlaubte Akten nach Weisung des Innenministers in Verwahrung zu nehmen oder sogar zu vernichten seien, wodurch Forschung und Strafverfolgung nachhaltig behindert wurden.
Der „Sonderbeauftragte für die Entnazifizierung“, Dennhardt, begrüßte diesen von Kritikern als „Renazifizierung“ bezeichneten Gesetzentwurf, weil damit „das traurigste Kapitel der Nachkriegsgeschichte endgültig beendet“ sei. Es sei „notwendig, alles das, was im Rahmen der Entnazifizierung an die Oberfläche gespült worden ist, zu beseitigen“ Bedauerlich sei, „daß eine Rückzahlung der Kosten an die einzelnen Verurteilten oder eine Wiedergutmachung der Nachteile der Entnazifizierung natürlich finanziell nicht möglich ist, obwohl wir auf dem Standpunkt stehen, daß es sich bei diesem Abschluss nicht um einen Gnadenakt, sondern um die Aufhebung einer Maßnahme handelt, die uns von den Besatzungsmächten auferlegt worden ist, und die, wenn wir als Deutsche uns damit hätten befassen müssen, gänzlich anders geregelt worden wäre.“
Nach seinem Ausscheiden aus dem Landtag war Dennhardt zunächst als Referent für Wehrfragen in der Kieler Staatskanzlei tätig. Am 15. Dezember 1955 wurde Dennhardt bei gleichzeitiger Beförderung zum Oberstleutnant in die neu aufgestellte Bundeswehr übernommen, wo er als Verbindungsoffizier und in verschiedenen Stäben Verwendung fand. Bei dieser Tätigkeit erwiesen sich seine Verbindungen in die Politik und zu Veteranenverbänden als äußerst wertvoll für alle Beteiligten. 1961 erfolgte die Beförderung zum Oberst. Im Herbst 1963 avancierte Dennhardt zum Militärattaché der deutschen Botschaft in Ankara. Von November 1965 bis März 1968 war er Kommandeur der Panzergrenadierbrigade 16; im April 1968 wurde er zum Brigadegeneral befördert und stellvertretender Kommandeur der 6. Panzergrenadierdivision.
Am 10. Mai 1971 wurde Dennhardt mit dem Bundesverdienstkreuz 1. Klasse ausgezeichnet. Zum 30. Juni 1971 wurde er pensioniert. Seit dem 2. Juli 1971 arbeitete er für die Daimler-Benz AG, wo er bis 1981 im Auslandsvertrieb für Militärfahrzeuge und anschließend bis 1988 als freier Mitarbeiter tätig war.